# Isanti
Isanti ist eine Kleinstadt (mit dem Status „City“) im Isanti County im Osten des  US-amerikanischen Bundesstaates Minnesota. Das U.S. Census Bureau hat bei der Volkszählung 2020 eine Einwohnerzahl von 6.804 ermittelt.
Isanti ist Bestandteil der Metropolregion Minneapolis–Saint Paul.

## Geografie
Isanti liegt im nördlichen Vorortbereich der Städte Minneapolis und Saint Paul am Ostufer des in den oberen Mississippi mündenden Rum River auf 45°24′07″ nördlicher Breite und 92°39′09″ westlicher Länge. Die Stadt erstreckt sich über 12,56 km².
Benachbarte Orte von Isanti sind Cambridge (9,9 km nördlich), North Branch (21 km östlich), Bethel (11,4 km südlich) und St. Francis (21,8 km südwestlich).
Das Stadtzentrum von Minneapolis liegt 62,2 km in südlicher Richtung; das Zentrum von Saint Paul, der Hauptstadt von Minnesota, befindet sich 71,5 km südsüdwestlich.

## Verkehr
In Nord-Süd-Richtung verläuft die Minnesota State Route 65 durch das Stadtgebiet von Isanti. Alle weiteren Straßen innerhalb der Stadt sind untergeordnete Fahrwege oder innerstädtische Verbindungsstraßen.
Parallel zur MN 65 verläuft eine Eisenbahnlinie der BNSF Railway.
Mit dem Cambridge Municipal Airport befindet sich 14,1 km nördlich ein kleiner Flugplatz. Der nächste Großflughafen ist der Minneapolis-Saint Paul International Airport (78,7 km südlich).

## Demografische Daten
Nach der Volkszählung im Jahr 2010 lebten in Isanti 5251 Menschen in 1871 Haushalten. Die Bevölkerungsdichte betrug 418,1 Einwohner pro Quadratkilometer. In den 1871 Haushalten lebten statistisch je 2,81 Personen.
Ethnisch betrachtet setzte sich die Bevölkerung zusammen aus 94,7 Prozent Weißen, 1,1 Prozent Afroamerikanern, 0,5 Prozent amerikanischen Ureinwohnern, 0,7 Prozent Asiaten sowie 0,7 Prozent aus anderen ethnischen Gruppen; 2,2 Prozent stammten von zwei oder mehr Ethnien ab. Unabhängig von der ethnischen Zugehörigkeit waren 2,8 Prozent der Bevölkerung spanischer oder lateinamerikanischer Abstammung.
32,8 Prozent der Bevölkerung waren unter 18 Jahre alt, 60,7 Prozent waren zwischen 18 und 64 und 6,5 Prozent waren 65 Jahre oder älter. 49,6 Prozent der Bevölkerung war weiblich.

Das mittlere jährliche Einkommen eines Haushalts lag bei 56.987 USD. Das Pro-Kopf-Einkommen betrug 23.552 USD. 8,8 Prozent der Einwohner lebten unterhalb der Armutsgrenze.